# 社会主義生成期論
社会主義生成期論（しゃかいしゅぎせいせいきろん）は、ソビエト連邦（ソ連）や東ヨーロッパ諸国の社会主義は世界史的に見れば生成期にあり、その現実をもって人類の社会主義的未来をはかるべきではないという見地、議論である。1977年10月の日本共産党第14回大会が定式化した。
当時のソ連では、ソビエト連邦共産党書記長レオニード・ブレジネフが1967年に提起しのち定式化された発達した社会主義論が支配的であったが、こうした中で打ち出された世界の共産主義運動における先駆的な問題提起であったとされる。
生成期論をめぐって、日本共産党中央委員会付属社会科学研究所長の不破哲三は、2006年8月、ソ連社会に対する同党の認識は今日から見れば明確さを欠いていた、と述べた。